# 達摩血脈論
〈達摩血脈論〉，又稱〈達磨大師血脈論〉、〈血脈論〉，是一篇禪宗著述，為《少室六門》之一。相傳是禪宗初祖菩提達摩著作，有人認為該書並非達磨所作，應是與《寶林傳》同時（801年）或稍後時期撰成。本論為《宗鏡錄》所引用，但未提及書名與作者名號，只稱是先德所說。

## 內容及影響
本論主要講述眾生本具佛性、本心（法身）即佛、無所拘束，只因執著於外相而陷入生死輪迴，如能尋明師則有見性機會，但無法透過自修苦行參學而開悟，見性即是成佛；反之，若不求見性，僅從事念佛、禮佛等有為法，表面上做事，則無法成佛，其中一段內容清楚告知，故知有為之法，如夢幻等。若不急尋師，空過一生。然即佛性自有，若不因師，終不明了。不因師悟者，萬中稀有。
達摩血脈論，開宗明義前言: 三界混起，是佛、聖、凡三界混到人間，前佛則為聖人，後佛則是擁有人身的眾生。
其中更為精華兩段內容如下: 若從聖入凡，示見種種雜類，自為眾生，故聖人逆順皆得自在，一切業拘它不得。
聖成久有大威德，一切品類業，被它聖人轉，天堂地獄，無奈何它。凡夫神識昏昧；不同聖人，內外明徹。
本論標舉: 三界混起，同歸一心；前佛後佛，以心傳心，不立文字。該理念成為後世禪宗的標語。
此外本論結尾偈語：「吾本來此土，傳法救迷情，一華開五葉，結果自然成。」也常被認為預言後世禪宗傳承六代之體系：（初祖達摩、二祖慧可（公元487年－593年）、三祖僧璨（公元？－606年）、四祖道信（公元580年－651年）、五祖弘忍（公元602年－675年）、六祖惠能（公元638年－713年），但其世系說法尚存爭議），或說預言六祖惠能圓寂後門下弟子創立之五個宗派：（河北臨濟宗、江西曹洞宗、湖南溈仰宗、廣東雲門宗、江蘇法眼宗）。

## 版本及收錄位置
本論於《卍字版續藏經‧諸宗著述部‧禪宗類》中稱為〈達磨大師血脈論〉，與〈菩提達磨大師略辨大乘入道四行觀〉、〈達磨大師悟性論〉、〈達磨大師破相論〉等並列；朝鮮梵魚寺版《禪門撮要》收錄《悟性論》以外的三論；《大正新修大藏經‧諸宗部‧少室六門》中則稱為〈血脈論〉，與其他三論、〈心經頌〉、〈安心法門〉等五文合集。《少室六門》版本相較《續藏經》版本，缺少前面由任哲所寫的序言，結尾文字也稍有差異，如下所示：
《卍字版續藏經‧諸宗著述部‧禪宗類‧達磨大師血脈論》版本

頌曰：

心心心，難可尋，寬時遍法界，窄也不容針。

我本求心不求佛，了知三界空無物；

若欲求佛但求心，只這心這心是佛。

我本求心心自持，求心不得待心知；

佛性不從心外得，心生便是罪生時。

偈曰：

吾本來此土，傳法救迷情；

一華開五葉，結果自然成。

《大正新修大藏經‧諸宗部‧少室六門》血脈論版本

頌曰：

吾本來茲土，傳法救迷情；

一華開五葉，結果自然成。

江槎分玉浪，管炬開金鎖；

五口相共行，九十無彼我。